# Тьоро
Тьоро (варіанти написання: Choro, Cho Ro, Chơ-ro, Chrau, Chauro, Châu-ro, Doro, Do Ro, Dơ-ro, Ro) — народ на півдні В'єтнаму з числа гірських кхмерів. Належить до числа визнаних державою етнічних меншин країни.
Тьоро значною мірою інтегрувалися до складу в'єтнамського суспільства, засвоїли в'єтнамську мову, запозичили в'єтнамський одяг, тип житла, способи господарювання, але разом із тим зберігають багато елементів власної культури, традицій та звичаїв.

## Розселення та чисельність
Розселені переважно в провінціях Донгнай, Баріа-Вунгтау та Біньтхуан, що на північ від міста Хошимін (колишня назва Сайгон). Найбільше тьоро проживає в окрузі Суанлок (в'єт. Xuân Lộc) на південному сході провінції Донгнай. Невелика частина народу живе дисперсно в різних провінціях південного В'єтнаму.
За даними перепису населення 2009 року у В'єтнамі проживало 26 855 тьоро (Chơ Ro), серед них 13 288 чоловіків і 13 567 жінок, 2257 осіб жило в містах, 24 598 осіб — на селі, 15 174 тьоро живе в провінції Донгнай, 7932 — в провінції Баріа-Вунгтау, 3375 — в провінції Біньтуан. Доля народу в населенні регіону є незначною — в зазначених провінціях вона становить відповідно лише 0,6 %, 0,8 % і 0,3 %.

## Мова
Говорять мовою тьрау (тьоро), що належить до банарської гілки мон-кхмерських мов австроазійської сім'ї. Вона споріднена із мовами народів ма та стієнг. Поділяється на ряд діалектів.
Існує писемність на базі латиниці, словник, граматика. Неофіційно мова тьрау використовується в освіті, ведуться передачі на радіо. 1982 року мовою тьрау був записаний Новий Заповіт, він використовується в християнських богослужіннях. Близько 5000 осіб можуть читати мовою тьрау, близько 500 — ще й писати.
Тьоро широко користуються також в'єтнамською мовою, більшість народу вміє читати, писати й розмовляти нею. Рівень грамотності рідною мовою становить близько 30 %, в'єтнамською — 50-75 %.
Мова тьрау перебуває під загрозою зникнення. Мало лишилося її одномовних носіїв. Але люди мають до рідної мови позитивне ставлення, деякі батьки передають її дітям.

## Вірування
Більшість тьоро дотримується традиційних анімістичних вірувань. Вони вірять, що все в природі має свого духа, намагаються жити в гармонії з навколишнім Всесвітом. Духи мають невидимий контроль над людьми, що змушує останніх регулярно проводити ритуали шанування духів, приносити їм жертви, дотримуватись встановлених табу. Ігнорування цих правил, на їхні переконання, може призвести до масового зубожіння, хвороб, голоду або стихійного лиха. Найбільше вшановують духів лісу та рису. На їхню честь люди збираються разом, роблять приношення, а тоді проводять спільний бенкет.
Тьоро вважають, що хвороба є результатом образи духів людиною чи її родиною. Часто хворій людині здається, що вона страждає через те, що її душа покинула тіло. Залучають шаманів, щоб визначити, в чому полягає проблема. Шаман допомагає «повернути» душу в тіло, повідомляє, що потрібно зробити, щоб виправити ситуацію. Люди не шкодують грошей для здійснення цих рекомендацій.
Поширені також культ предків, аграрні культи. Тьоро вірять, що посаджений рис має свого духа. Тому після сівби люди вшановують цього духа й моляться за гарний урожай.
В деяких громадах тьоро поширилося християнство, серед них є католики та протестанти.

## Історія
Належать до автохтонного населення південного сходу Індокитайського півострова.
З кінця XX ст. тьоро поступово асимілюються в'єтнамцями, засвоюють їхню мову та культуру, особливо ті, хто живе в містах. У багатьох сім'ях дітей більше не вчать розмовляти рідною мовою.

## Господарство
Основним традиційним заняттям тьоро є ручне підсічно-вогневе землеробство. Вирощують рис, кукурудзу, маніок, гарбузи, бобові, кунжут тощо. Землеробський цикл починається з обряду шанування Бога рису приблизно на третій місяць місячного року. З четвертого по шостий місяць вирощують кукурудзу, з четвертого по десятий — рис.
У минулому тьоро переміщувались з місця на місце, розчищали під поле ділянку лісу й обробляли його протягом двох-трьох років, використовуючи сівозміну. Коли ґрунт виснажувався, поле кидали під паром і переходили на нове місце. Основними знаряддями виробництва були сокири для валки великих дерев, тесаки для зрізання невеликих рослин і кущів, мотики для прополювання, палиця-копачка для посіву насіння, серпи для збирання врожаю, граблі. Насіння клали в ямки, вириті палицею на розчищеній землі.
В другій половині XX ст. тьоро перейшли до осілого способу життя й більше не займаються розчищенням та випалюванням нових ділянок. Тепер вони працюють на постійних полях, використовуючи технології покращення ґрунту для тривалого отримання врожаю. Подекуди практикують вирощування рису на заливних полях методом орного землеробства з використанням плуга та буйволів.
Допоміжними заняттями є мисливство, збирання лісових продуктів, рибальство, ремесла. Садівництво та тваринництво поки слабко розвинені. В сімейних господарствах вирощують велику рогату худобу та птицю.

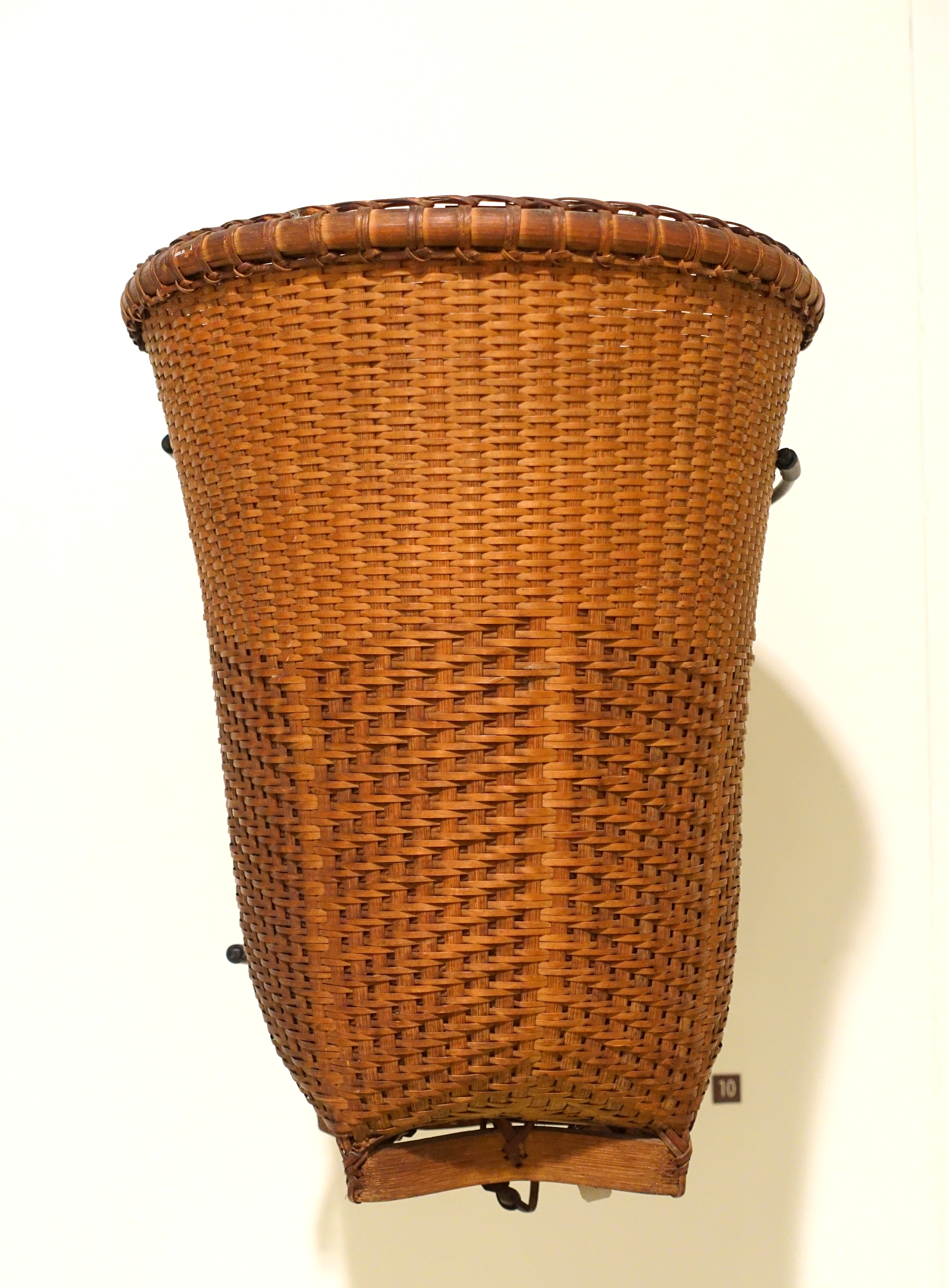
Наспинний кошик з ремінцями.

Ремесло — це зазвичай сімейна справа. Майже кожен тьоро вміє виготовляти речі, необхідні для власного використання. Люди майструють різноманітні вироби з очерету, бамбука, ротанґа та інших природних матеріалів: плетуть кошики, виготовляють бамбуковий посуд (корита, сита тощо), столики. В кожному селі є ковалі, які ремонтують металеві сільськогосподарські знаряддя. Є майстри, що займаються різьбленням по дереву, виготовленням різних дерев'яних предметів, будують хати.
Між людьми зберігається прямий бартерний обмін.

## Суспільство
Найбільшою традиційною соціальною структурою в суспільстві тьоро була сільська громада. Населення села складалося з представників кількох родів, члени кожного з яких вели своє походження від спільного предка. Голова громади обирався з числа старійшин цих родів, зазвичай найбільшого з них. Він керував усіма справами в селі, починаючи з виробничої діяльності й закінчуючи захистом села й судом над порушниками встановлених у селі правил та звичаєвих законів. Він також представляв жителів села під час проведення релігійних обрядів.
Кожне село стояло на окремій території, чітко відмежованій від інших. Сільські землі були громадською власністю.
Спорідненість у тьоро двобічна (білінійна). Сім'я мала, її складають батьки та їхні діти. Вони живуть в окремій хаті.
В сімейному житті переплітаються патріархальні та матріархальні традиції.
Майнові відмінності в суспільстві тьоро незначні. Всі жителі села є рівноправними членами громади. Селяни безоплатно допомагають один одному у виробництві та повсякденному житті. Кожна людина намагається бути ощадливою й накопичити власне цінне майно, яке складається в основному з гонгів, глечиків, зрідка волів та буйволів, що використовуються виключно для жертвоприношень духам.
Жителі села дотримуються прийнятих у них норм і правил звичаєвого права. Голова громади та старійшини родів наглядають за цим і спонукають селян до їхнього виконання. Крадіжки та пограбування суворо караються. Тьоро бояться сили божеств та духів, намагаються своєю поведінкою не ображати їх і не викликати їхнього роздратування. Кожен порушник має заплатити штраф на користь села та організувати шанування на честь ображеного божества чи духа, щоб попросити в нього пробачення. Розмір штрафу залежить від характеру та тяжкості порушення.
Звичаєві закони тьоро дозволяють доволі ліберальні подружні стосунки. Хлопці та дівчата можуть обирати собі подружжя з інших етнічних груп. Заборонений шлюб між двоюрідними братами та сестрами. Протягом трьох років молодята живуть у хаті батьків дружини, тоді зазвичай переходять до власної нової хати. Вони можуть також переселитися до рідного села чоловіка. Шлюб вважається дійсним лише після народження першої дитини. Оскільки старший син має виконувати більшість родових обрядів, у тьоро вважається обов'язковим народження дітей чоловічої статі. Не мати сина для жінки є ганьбою. У минулому чоловік міг взяти собі другу дружину, якщо перша не могла народити сина. Зазвичай це робилося лише за згодою першої дружини, та часто сама вибирала чоловікові ще одну.
Подружня зрада та інцест у суспільстві тьоро суворо караються. Відповідно до звичаєвих законів, вдівці мають повне право вирішувати своє подальше життя після смерті подружжя. Вони можуть повторно одружитися або залишитися самотніми та піклуватися про своїх дітей. Проте заборонений шлюб між вдовою та братом її померлого чоловіка або між вдівцем та сестрою його померлої дружини.
Право на спадщину в тьоро все ще зберігається за дочками.

## Побут
Традиційне житло тьоро ставили на палях. Підлога розташовувалась на висоті приблизно 2 метри над землею, до житлових приміщень можна було піднятися драбиною, розташованою в одному з кінців хати. Під підлогою влаштовували хлів для тварин, а сімейне зерносховище знаходилось за основною хатою.
В минулому був поширений звичай, коли після смерті одного із членів сім'ї родина мала спалити свою хату та поставити нову на новому місці. Таким чином вони сподівалися «втекти» від духу померлого та його несприятливої дії.
Сьогодні більшість тьоро живуть у хатах, що стоять прямо на землі, їхнє житло схоже із в'єтнамським. Однак деякі традиційні риси все ще зберігаються: підлогу роблять з бамбука, вона піднята на всю ширину задньої половини хати, утворюючи свого роду ліжко. У деяких селах заможні сім'ї зводять хати з бетону.
Традиційний чоловічий одяг — це пов'язка на стегнах. Влітку чоловіки зазвичай ходять без сорочки, а в прохолодні місяці вдягають накидку. Жінки в минулому прикривали тіло незшитим шматком тканини, який вдягали як спідницю. Зараз тьоро відмовились від традиційного вбрання й носять одяг в'єтнамського типу.
Жінок тьоро легко впізнати за плетеними кошиками, які завжди можна побачити в них за спиною. Крім того, жінки носять багато прикрас: намиста, браслети, коралі зі срібла, міді, скла або бісеру.
Основу раціону становлять рис, кукурудза, маніок.
Найважливішими щорічними святами тьоро є шанування духів лісу та рису. Вони проводяться на початку сезону збирання врожаю й відбуваються на великому відкритому майдані. Участь приймають усі жителі села. Кожна сім'я приносить жертви духам, виголошують молитви про добрий урожай і міцне здоров'я, життя без лиха та хвороб.
Коли молодий чоловік вподобав собі дівчину, його сім'я засилає сватів до її батьків з пропозицією шлюбу. Але може бути й навпаки, коли батьки дівчини просять хлопця в чоловіки для своєї дочки. Весілля влаштовує сім'я нареченої, й проводиться воно в хаті молодої.
Тьоро дотримуються складного набору поховальних звичаїв. Небіжчиків ховають у труні, видовбаній із стовбура дерева. Під час поховання спалюють паперові вотивні жертви. Над могилою насипають напівкруглий горбок. Протягом трьох днів після поховання члени сім'ї покійного перебувають у траурі й під час кожного прийому їжі кидають на землю рис. Вони вірять, що це нагодує душу померлої людини, яка, як вважають, затримується в хаті на деякий час. Через шість днів після смерті проводять ритуал «відкривання могили», родичі та друзі, що перебували в скорботі, востаннє прощаються з померлим. Їжу та воду продовжують приносити небіжчику протягом 100 днів від дня смерті. Відвідують могили щороку 23 числа 12 місяця за місячним календарем.
Тьоро люблять свою традиційну музику. До числа народних музичних інструментів належить набір із семи гонгів різних видів, струнні інструменти з бамбуковою звуковою камерою, інструменти, зроблені з бамбукових трубок.
На свята чоловіки та жінки співають пісні, при цьому виконавці по черзі виспівують окремі рядки.